# راینولف درنگوت
راینولف درنگوت(به ایتالیایی: Rainulfo Drengot)(مرگ در ژوئن ۱۰۴۵) یک ماجراجو و جنگجوی نورمن بود وی همچنین پس از آنکه از سال سال ۱۰۲۷ برای نورمن‌ها برای اولین بار در تاریخشان دارای سرزمین و قلمروی برای خود شدند که در سمت شمال شهر کنونی ناپل در ایتالیا قرار داشت، او اولین گراف آورسا لقب گرفت.